# Bigfork (Minnesota)
Bigfork – miasto w Stanach Zjednoczonych, w stanie Minnesota, w hrabstwie Itasca.